# Kemp (Oklahoma)
Kemp es un pueblo ubicado en el condado de Bryan en el estado estadounidense de Oklahoma. En el año 2010 tenía una población de 133 habitantes y una densidad poblacional de 266 personas por km².

## Geografía
Kemp se encuentra ubicado en las coordenadas 33°46′9″N 96°21′13″O / 33.76917, -96.35361 (33.769140, -96.353653).

## Demografía
Según la Oficina del Censo en 2000 los ingresos medios por hogar en la localidad eran de $30,000 y los ingresos medios por familia eran $30,938. Los hombres tenían unos ingresos medios de $28,125 frente a los $15,250 para las mujeres. La renta per cápita para la localidad era de $13,039. Alrededor del 27.3% de la población estaban por debajo del umbral de pobreza.